# Helobdella nigropunctata
Helobdella nigropunctata är en ringmaskart som först beskrevs av Dequal 1917.  Helobdella nigropunctata ingår i släktet Helobdella och familjen broskiglar. Inga underarter finns listade i Catalogue of Life.